# Мулунгу-ду-Морру
Мулунгу-ду-Морру (порт. Mulungu do Morro)  —  муниципалитет в Бразилии, входит в штат Баия. Составная часть мезорегиона Северо-центральная часть штата Баия. Входит в экономико-статистический микрорегион Иресе. Население составляет 16 124 человека на 2006 год. Занимает площадь 517,598 км². Плотность населения — 31,2 чел./км².
Праздник города — 13 июня.

## История
Город основан 13 июня 1989 года.

## Статистика
- Валовой внутренний продукт на 2003 год составляет 24 535 177,00 реалов (данные: Бразильский институт географии и статистики).
- Валовой внутренний продукт на душу населения на 2003 год составляет 1566,54 реалов (данные: Бразильский институт географии и статистики).
- Индекс развития человеческого потенциала на 2000 год составляет 0,578 (данные: Программа развития ООН).